# Campionati mondiali di ginnastica ritmica 2009 - Completo individuale
La finale di Completo individuale si è svolta al Sun Arena l'11 settembre 2009.

## Finale
| Place   | Name                   | Corda  | Cerchio | Palla  | Nastro | Total   |
| ------- | ---------------------- | ------ | ------- | ------ | ------ | ------- |
| Oro     | Evgenija Kanaeva       | 28.650 | 28.550  | 28.150 | 28.500 | 113.850 |
| Argento | Dar'ja Kondakova       | 28.400 | 28.500  | 27.950 | 28.400 | 113.250 |
| Bronzo  | Anna Bessonova         | 26.650 | 27.900  | 28.200 | 27.625 | 110.375 |
| 4       | Melitina Staniouta     | 27.225 | 27.300  | 27.425 | 27.100 | 109.050 |
| 5       | Silviya Miteva         | 26.875 | 27.125  | 26.850 | 27.000 | 107.850 |
| 6       | Irina Risenson         | 26.850 | 25.600  | 26.900 | 26.950 | 106.300 |
| 7       | Liubou Charkashyna     | 26.600 | 26.650  | 26.550 | 26.400 | 106.200 |
| 8       | Aliya Garayeva         | 25.550 | 26.900  | 26.900 | 26.325 | 105.675 |
| 9       | Anna Gurbanova         | 26.050 | 26.425  | 26.300 | 25.600 | 104.375 |
| 10      | Joanna Mitrosz         | 25.775 | 26.700  | 26.075 | 25.650 | 104.200 |
| 11      | Aliya Yussupova        | 25.775 | 25.750  | 26.225 | 25.950 | 103.700 |
| 12      | Ulyana Trofimova       | 25.675 | 25.350  | 26.200 | 25.550 | 102.775 |
| 13      | Julieta Cantaluppi     | 25.650 | 25.350  | 25.700 | 24.675 | 101.375 |
| 14      | Neta Rivkin            | 24.950 | 26.350  | 24.775 | 25.050 | 101.125 |
| 15      | Mai Hidaka             | 25.075 | 24.850  | 25.150 | 25.000 | 100.075 |
| 16      | Alina Maksimenko       | 25.825 | 23.600  | 24.775 | 25.350 | 99.550  |
| 17      | Anna Alyabyeva         | 24.425 | 24.650  | 25.600 | 24.475 | 99.150  |
| 18      | Caroline Weber         | 25.175 | 24.900  | 24.750 | 24.225 | 99.050  |
| 19      | Delphine Ledoux        | 24.325 | 25.000  | 25.075 | 24.475 | 98.875  |
| 20      | Monika Mincheva        | 24.850 | 24.300  | 25.375 | 23.825 | 98.350  |
| 21      | Mzevinari Samukashvili | 23.875 | 23.950  | 24.975 | 24.300 | 97.100  |
| 22      | Carolina Rodríguez     | 24.350 | 24.550  | 25.025 | 22.450 | 96.375  |
| 23      | Mojca Rode             | 24.175 | 24.325  | 24.100 | 22.475 | 95.075  |
| 24      | Dora Vass              | 23.850 | 21.925  | 23.800 | 23.725 | 93.300  |